# راشيل غووي
راشيل كاثرين غووي (ولدت في 3 أكتوبر 1997) هي لاعبة جمباز فنية أمريكية وعضو في الفريق الوطني الأمريكي من عام 2014 حتى تقاعدها من عام 2016، بعد أدائها في التجارب الأولمبية الأمريكية. كانت ضمن فريق الولايات المتحدة الفائز بالميدالية الذهبية في دورة الألعاب الأمريكية 2015 في تورنتو. فازت أيضًا بميدالية ذهبية فردية في حدث عارضات غير المتوازية. خلال مسيرتها تدربت على يد ليانج تشو، مدرب بطل عارضة التوازن الأوليمبي شون جونسون عام 2008 وبطلة الأولمبية في فردي شامل غابريلا دوغلاس عام 2012.

## نشأتها
ولدت جوي في دي موين، أيوا. شاركت ضمن فريق مدرسة جونستون الثانوية لعام 2016 وجامعة فلوريدا لعام 2020 حيث تنافست في فريق الجمباز فلوريدا جيتورز. أصبحت أحد لاعبات النخبة الدوليين في عام 2013، تقدمت إلى بطولة الولايات المتحدة الوطنية للجمباز، لكنه لم تتمكن من المنافسة بسبب إصابة في الظهر.

## روابط خارجية
- راشيل غووي على موقع الاتحاد الأمريكي للجمباز
- راشيل غووي في الاتحاد الدولي للجمباز